# Planococcus musae
Planococcus musae är en insektsart som beskrevs av Matile-ferrero och Williams 1996. Planococcus musae ingår i släktet Planococcus och familjen ullsköldlöss.
Artens utbredningsområde är Nigeria. Inga underarter finns listade i Catalogue of Life.